# Ӛ
La Ӛ, minuscolo ӛ, chiamata anche šva con dieresi, è una lettera dell'alfabeto cirillico. 
Viene usata solo nella versione cirillica modificata per la lingua ostiaca, dove rappresenta la vocale semichiusa centrale non arrotondata /ə/. 
I codici Unicode sono per il maiuscolo U+04DA e per il minuscolo U+04DB.